# Відродження (Житомирський район)
Відрóдження — село в Україні, у Попільнянській селищній територіальній громаді Житомирського району Житомирської області. Чисельність населення становить 166 осіб (2001).

## Населення
Відповідно до результатів перепису населення СРСР, кількість населення, станом на 12 січня 1989 року, становила 87 осіб. Станом на 5 грудня 2001 року, відповідно до перепису населення України, кількість мешканців села становила 166 осіб.

## Історія
У довіднику адмінустрою 1946 року — селище радгоспу «Відродження» Липківської сільської ради Корнинського району. На 1961 рік — відділок радгоспу Корнинського цукрокомбінату. Взяте на облік 27 червня 1969 року із збереженням назви, присвоєнням категорії селища та підпорядкуванням Ходорківській сільській раді Попільнянського району Житомирської області.
17 серпня 2016 року увійшло до складу новоутвореної Попільнянської селищної територіальної громади Попільнянського району Житомирської області. Від 19 липня 2020 року, разом з громадою, в складі новоствореного Житомирського району Житомирської області.
11 жовтня 2024 року, відповідно до Розпорядження Кабінету Міністрів України № 990-р «Про віднесення селища Відродження Житомирського району Житомирської області до категорії сіл», селище було віднесене до категорії сіл.